# Churchill College
El Churchill College es uno de los colleges que conforman la Universidad de Cambridge y fue fundado en 1958 como tributo nacional y de la Commonwealth a Winston Churchill.
El lema del college es «Adelante», que fue tomado del primer discurso de Winston Churchill ante la Cámara de los Comunes del Reino Unido, como primer ministro —su famoso «Sangre, esfuerzo, lágrimas y sudor»—, en el que dijo: «Vayamos, entonces, vamos a seguir adelante juntos».
El college está situado en las afueras de la ciudad, apartado del centro tradicional de Cambridge, pero cerca de la nueva zona de desarrollo de la Universidad. Sus 160.000 m² de terreno le convierten en el más grande de todos los colleges.
El Churchill fue el primer college que admitió a mujeres, ya que era en su fundación solo para estudiantes varones, y está entre los tres primeros colleges que admitieron una mujer en 1972; ⁣ durante los siguientes quince años todos los demás siguieron su ejemplo. El college tiene fama de relativa informalidad en comparación con otros colleges de Cambridge y tradicionalmente admite una mayor proporción de estudiantes de las escuelas públicas.
La radio de la Universidad de Cambridge se emite desde el Churchill College.

## Historia
En 1955, durante sus vacaciones en Sicilia, poco después de su dimisión como primer ministro, Winston Churchill discutió con John Colville y Lord Cherwell la posibilidad de crear una nueva institución. Churchill había quedado impresionado por el MIT y quería una versión británica, pero los planes se quedaron en una modesta propuesta de crear un college de ciencia y tecnología dentro de la Universidad de Cambridge. Churchill quería una mezcla de no científicos que aseguraran una buena educación y un buen ambiente entre profesores y alumnos.
Los primeros estudiantes de postgrado llegaron en octubre de 1960, y los primeros estudiantes un año después. El College recibió unos estatutos completos en 1966.
La predisposición por la ciencia y la tecnología sigue estando presente en las políticas del college, ya que un 70 % de los estudiantes que solicitan ingresar en el college piden estudiar ciencia y tecnología. Los estatutos del college estipulan que un tercio de los miembros júnior del college deben ser estudiantes de postgrado.

## Los edificios

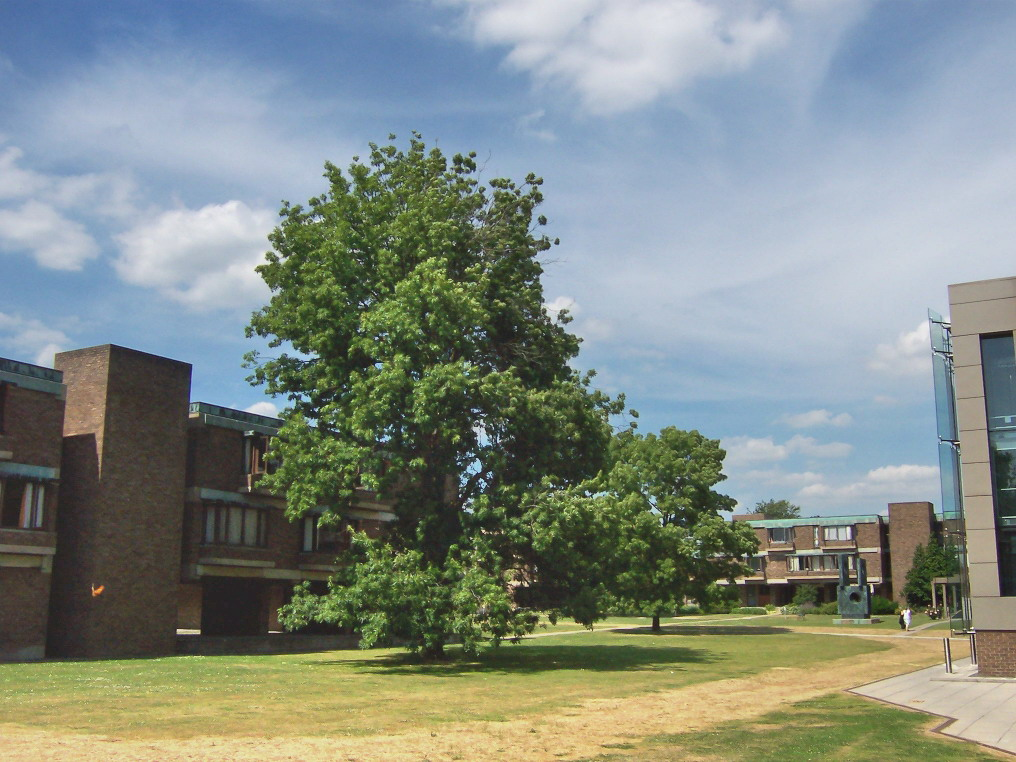
Churchill College.

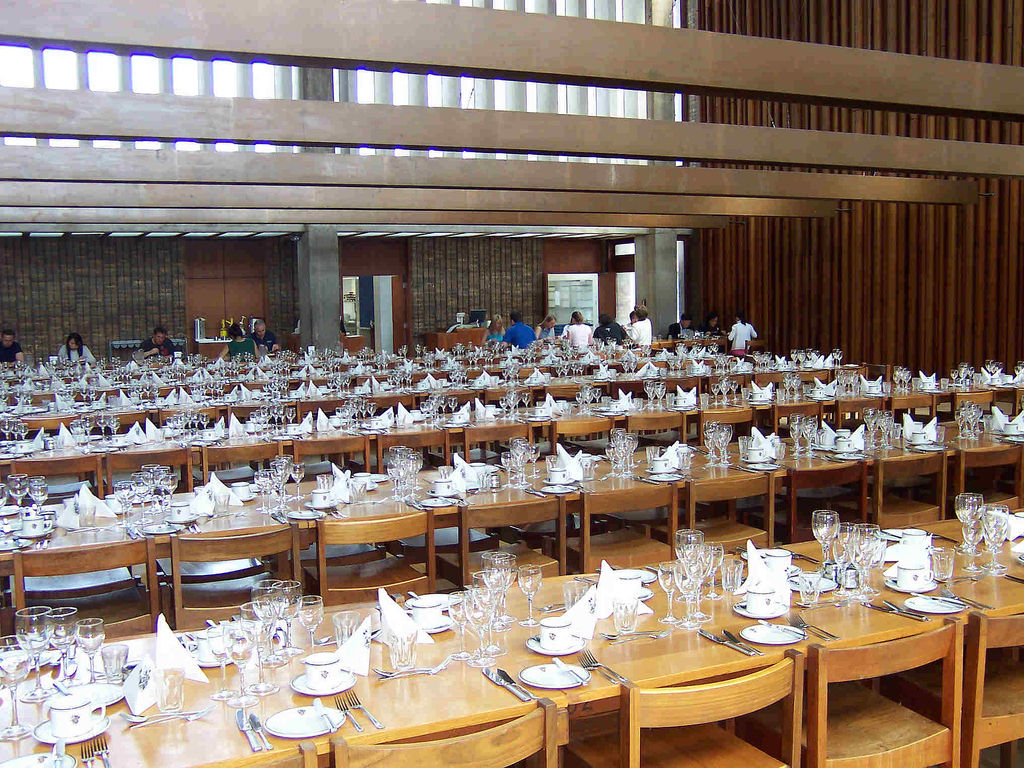
El comedor del Churchill College.

En 1958, se compró una parcela de 170.000 m² al oeste del centro de la ciudad, que anteriormente se usaba como campo de cultivo. Tras un concurso, se optó por a Richard Sheppard para diseñar el nuevo college. El edificio se terminó en 1968, con nueve patios residenciales principales, pisos separados y un edificio central en el que se encuentra el comedor, las despensas, y las oficinas. El comedor es el más grande de Cambridge, y se pueden comer hasta 420 personas.
En el centro del college se encuentra el Centro de Archivos Churchill, que abrió sus puertas en 1974 y alberga los documentos de Winston (y más recientemente se ha dotado con los documentos de antiguos Primeros Ministros como Margaret Thatcher y Neil Kinnock) junto con otros documentos de eminentes científicos e ingenieros, incluyendo a Rosalind Franklin y a Frank Whittle.
En 1992, se construyó el Centro Møller de Educación Continua, diseñado por Henning Larsen.
Al final del college está la capilla. La idea de tener un edificio religioso dentro de una institución académica de orientación científica disgustó a algunos de los miembros fundadores del college; esto llevó a Francis Crick a renunciar al Premio Nobel, como señal de protesta. Finalmente, se encontró una solución: la capilla se situaría lejos de los otros edificios, y se financiaría y administraría por separado del resto del college, siendo tácticamente llamada «la Capilla en el Churchill College». La chimenea del sistema de calefacción en la parte delantera del college sustituye visualmente a la presencia de la desaparecida torre de la capilla.

## Directores
La dirección del Churchill College es un cargo Real. Hasta la fecha el college ha tenido seis directores:
- John Cockcroft, (1959-1967), Premio Nobel de Física, quien dividió al átomo.
- William Hawthorne (1968-1983), que ayudó a mejorar el motor a reacción.
- Hermann Bondi (1983-1990), cosmólogo que ayudó a desarrollar la Teoría del Estado Estacionario del universo.
- Alec Broers (1990-1996), nanotecnólogo (que dejó el cargo para convertirse en viceconsejero de la Universidad).
- John Boyd (1996-2006), antiguo embajador británico en Japón desde 1992 a 1996.
- David Wallace (desde 2006 ), previamente fue viceconsejero de la Universidad de Loughborough y que también es director del Instituto Newtoniano.

## Premios Nobel (miembros asociados y miembros del college)
- Francis Crick - codescubridor de la estructura del ADN, Nobel de Medicina, 1962
- Antony Hewish - codescubridor de los púlsares, Nobel de Física, 1974
- Philip Anderson - Nobel de Física, por descubrir el comportamiento de los electrones en los sólidos magnéticos, 1977
- John Cockcroft - Nobel de Física, por usar partículas aceleradas para estudiar los núcleos atómicos, 1951
- Wole Soyinka - Nobel de Literatura, 1986
- Roger Tsien - Nobel de Química, 2008

## Laureados con el Premio del Banco de Suecia en Ciencias Económicas en memoria de Alfred Nobel
- Kenneth J. Arrow - Premio del Banco de Suecia en Ciencias Económicas en memoria de Alfred Nobel 1972
- Gerard Debreu - Premio del Banco de Suecia en Ciencias Económicas en memoria de Alfred Nobel, 1983
- Eric Maskin - Premio del Banco de Suecia en Ciencias Económicas en memoria de Alfred Nobel, 2007

## Personalidades notables
- George Steiner - crítico de la literatura.
- Ghil'ad Zuckermann - lingüista.